# Миодраг Поповић (певач)
Миодраг Поповић, рођен је 1916. године у Добричеву код Ћуприје. Његов тенор је био увек радо слушан, па се његови снимци и данас могу чути у емисијама народне музике.